# Bukovany (Karlovy Vary)
Bukovany é uma comuna checa localizada na região de Karlovy Vary, distrito de Sokolov‎.